# Dawit Kipiani
Dawit Kipiani (gruz. დავით ყიფიანი, ur. 18 listopada 1951 w Tbilisi, zm. 17 września 2001 tamże) – gruziński piłkarz występujący jako pomocnik, reprezentant Związku Radzieckiego, trener piłkarski.

## Kariera piłkarska
Wychowanek szkoły piłkarskiej w Tbilisi. Prawie przez całą karierę grał w drużynie Dinama Tbilisi, z wyjątkiem sezonu 1970, kiedy był zawodnikiem Lokomotiwi Tbilisi. W 1978 zdobył z Dinamem Mistrzostwo ZSRR, w 1976 i 1979 Puchar ZSRR, zaś w 1981 Puchar Zdobywców Pucharów. W latach 1974–1981 wystąpił 19 razy w reprezentacji Związku Radzieckiego, strzelając 7 bramek. W 1976 zdobył tytuł Młodzieżowego Mistrza Europy. W 1977 zwyciężył w plebiscycie tygodnika „Futboł” na najlepszego radzieckiego piłkarza.

## Kariera trenerska
Po zakończeniu kariery piłkarskiej objął funkcję pierwszego trenera Dinama. Funkcję tę obejmował później jeszcze dwa razy. W Gruzji pracował również jako szkoleniowiec Lokomotiwi Tbilisi i Torpeda Kutaisi oraz dwukrotnie jako selekcjoner reprezentacji. Prowadził również drużyny cypryjskiego Olympiakosu Nikozja i rosyjskiego Szynnika Jarosław.
Zginął 17 września 2001 w wypadku samochodowym.